# Kheẕerlū
Kheẕerlū (persiska: خِزِرلو, خضرلو, خِضِرلو) är en ort i Iran.   Den ligger i provinsen Östazarbaijan, i den nordvästra delen av landet, 500 km väster om huvudstaden Teheran. Kheẕerlū ligger 1 282 meter över havet och antalet invånare är 3 746.
Terrängen runt Kheẕerlū är platt åt sydväst, men åt nordost är den kuperad.Runt Kheẕerlū är det ganska tätbefolkat, med 207 invånare per kvadratkilometer. Närmaste större samhälle är ‘Ajab Shīr, 7,7 km nordväst om Kheẕerlū. Trakten runt Kheẕerlū består till största delen av jordbruksmark.